# Aristobulos II.

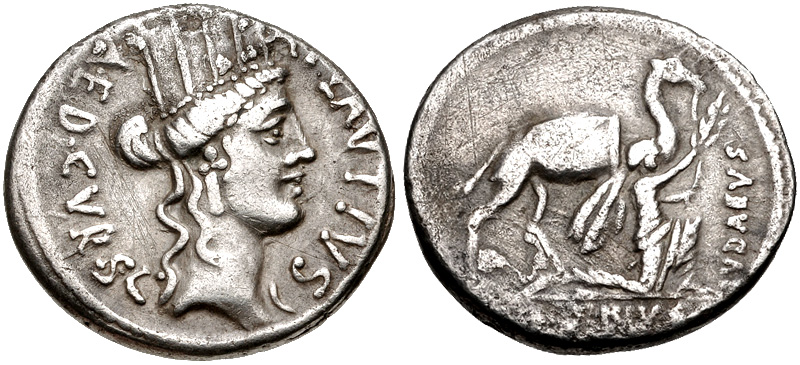
55 v. Chr. geprägter Denar des römischen Münzmeisters Aulus Plautius. Vorderseite: Kopf der Kybele nach rechts, Rückseite: Kniender Mann mit dem Zügel eines Kamels in der Linken und einem Ölzweig in der Rechten, wahrscheinlich Aristobulos II. als römischer Gefangener.

Aristobulos II. (geboren um 100 v. Chr.; gestorben 49 v. Chr. in Rom) war ein Herrscher aus der Dynastie der Hasmonäer. Er setzte sich in einem Bürgerkrieg gegen seinen älteren Bruder Johannes Hyrkanos II. durch und vereinte in seiner Person von 67 bis 63 v. Chr. das Amt des Königs von Judäa und des Hohepriesters am Jerusalemer Tempel.

## Herkunftsfamilie
Das Geschichtswerk des Flavius Josephus ist die wichtigste (und fast die einzige) Quelle zur Biografie des Aristobulos II. Josephus zufolge waren sowohl Johannes Hyrkanos II. als auch Aristobulos II. Söhne des Alexander Jannäus und der Salome Alexandra und somit Vollbrüder.
Dagegen wird aber auch die Auffassung vertreten, wonach Hyrkanos ein Sohn aus Alexandras erster Ehe mit Aristobulos I. gewesen sei und Aristobulos dessen Halbbruder aus der zweiten Ehe Alexandras mit Jannäus.
Noch anders die Rekonstruktion von Joseph Geiger: demnach war Hyrkanos der Sohn aus Aristobulos’ I. erster Ehe mit einer Unbekannten, Aristobulos II. der Sohn aus der Ehe von Aristobulos’ I. zweiter Frau und Witwe, Alexandra, mit Jannäus; das macht die Konkurrenten Hyrkanos II. und Aristobulos II. zu Cousins. (Der gemeinsame Großvater wäre in diesem Fall Johannes Hyrkanos I.; die Väter Aristobulos I. und Jannäus wären Brüder.)

## Biografie

### Regierungszeit Salome Alexandras
Der Hasmonäerstaat wurde von Herrschern regiert, die sowohl die militärische als auch die religiöse Führung auf sich vereinten. 76 v. Chr. verstarb der Jerusalemer Herrscher Alexander Jannäus, bereits seit längerem krank, während der Belagerung von Ragaba im Ostjordanland. Er hatte seine Frau Salome Alexandra als Thronerbin bestimmt, obwohl er zwei erwachsene Söhne hatte: Johannes Hyrkanos II. und dessen jüngeren Bruder Aristobulos II. Als Frau konnte sie weder Strategos noch Hohepriester sein, sondern „nur“ Königin. Um diese Regierung überhaupt antreten zu können, musste sie sich gegen die beiden Söhne behaupten. Sie verheimlichte zunächst die Tatsache von Jannäus’ Tod und brachte die beiden wichtigsten Gruppen im Staat auf ihre Seite: das Militär, indem die Belagerung von Ragaba erfolgreich abgeschlossen wurde, und die Religionspartei der Pharisäer, indem sie behauptete, dass Jannäus auf dem Totenbett Buße getan und seine gegen die Pharisäer gerichteten Maßnahmen bereut hätte. Damit galt während ihrer neunjährigen Regierungszeit folgende Verfassung:
- Die Dynastie der Hasmonäer behielt ihre bisherige Machtposition, aber verteilt auf zwei Personen: Alexandra als Staatsoberhaupt (Königin), und der ältere Sohn Hyrkanos als Hohepriester.
- Pharisäer wurden Mitglieder der in ihrer Bedeutung aufgewerteten Ratsversammlung.

Aristobulos war bei dieser Neuordnung übergangen worden. Von Alexandra erhielt er ein militärisches Kommando, eine Expedition nach Damaskus, die allerdings erfolglos blieb. Dann erkrankte die Königin und sah den Hohepriester Hyrkanos als Thronfolger vor. Aristobulos begehrte gegen diese Regelung auf und strebte selbst das Amt des Priesterkönigs an. Er stützte sich dabei auf eine persönliche Anhängerschaft und Söldner. Zu Lebzeiten verhinderte Alexandra einen Bürgerkrieg zwischen den Brüdern, indem sie Frau und Kinder des Aristobulos in der Jerusalemer Festung Baris (Vorgängerbau der Burg Antonia) inhaftierte.

### Bürgerkrieg zwischen Hyrkanos und Aristobulos
Während Hyrkanos wie seine Mutter von den Pharisäern unterstützt wurde, war Aristobulos der Kandidat des Jerusalemer Priesteradels (Religionspartei der Sadduzäer). Außerdem hatten beide Brüder freundschaftliche Verbindungen zu Eliten der von den Hasmonäern annektierten Gebiete. Hyrkanos wurde von Antipatros, einem führenden Idumäer, unterstützt; dieser war sein Freund, d. h. politischer Berater. Aristobulos dagegen war mit der Oberschicht der Ituräer befreundet, der arabischen Bevölkerung in Galiläa und der Bekaa-Ebene.
In der Anfangsphase des Bürgerkriegs besetzte Aristobulos wichtige militärische Positionen und siegte bei Jericho. Nun zwang er Hyrkanos, auf die Herrschaft zu verzichten und als Privatmann zu leben. Antipatros, der als ehemaliger Gefolgsmann der Königin Alexandra loyal zu deren testamentarisch bestimmten Nachfolger Hyrkanos stand, organisierte für ihn den Widerstand. Von Antipatros vermittelt, schloss Hyrkanos einen Vertrag mit dem Nabatäerkönig Aretas III. Gegen die Rückgabe von zwölf Städten, die Alexander Jannäus den Nabatäern abgenommen hatte, und Zahlung einer großen Geldsumme verpflichtete sich Aretas, Aristobulos zu entmachten. Ein Heer von 50.000 Nabatäern rückte daraufhin gegen Aristobulos aus. Dieser wurde geschlagen und floh nach Jerusalem, wo Aretas ihn belagerte.

### Römische Intervention
Als Rom in der Levante politisch aktiv wurde, gewann der judäische Bürgerkrieg eine neue Dimension. Pompeius kämpfte seit 66 v. Chr. in Armenien gegen Mithridates, plante aber auch schon eine Neuordnung des syrisch-palästinischen Raums in römischem Sinne. Deshalb sandte er seinen Quästor Marcus Aemilius Scaurus als Legaten nach Damaskus. Beide hasmonäischen Brüder versuchten Scaurus als Bundesgenossen auf ihre Seite zu bringen. Scaurus entschied sich ohne eingehende Prüfung der Jerusalemer Verhältnisse für Aristobulos, womöglich (so Ernst Baltrusch) weil er mehr zahlte und weltoffener wirkte. Scaurus drängte Hyrkanos, Antipatros und Aretas zum Rückzug. Antipatros orientierte sich neu: nicht den Legaten, sondern Pompeius selbst galt es für die eigene Sache zu gewinnen.
Im Frühjahr 63 v. Chr. traf Pompeius in Damaskus ein und empfing dort Gesandtschaften regionaler politischer Akteure. Aus Judäa waren drei Gruppen erschienen:
- die Delegation des Hyrkanos, die juristisch argumentierte (Hyrkanos war der von Königin Alexandra testamentarisch bestimmte Erbe);
- die Delegation des Aristobulos, die diesen als tatkräftigen Politiker empfahl, der in der Region für Ordnung sorgen könne;
- eine antihasmonäische Delegation, die diese Familie insgesamt entmachtet sehen wollte.

Bevor Pompeius seine Entscheidung fällte, begab sich Aristobulos wieder nach Judäa. Er ahnte wohl den für ihn schlechten Ausgang der Entscheidung und reiste deshalb vorzeitig ab. Er versuchte mit Pompeius zu verhandeln, zunächst von der Palastfestung Alexandreion aus, dann von Jerusalem. Als die römischen Truppen vor Jerusalem eintrafen, versuchte er, eine Belagerung abzuwenden. Er begab sich zu Pompeius und versprach die Übergabe der Stadt und Zahlung einer Geldsumme. Seine Parteigänger weigerten sich aber, die Stadt zu übergeben, daraufhin ließ Pompeius den Aristobulos gefangen nehmen. Im Herbst 63 v. Chr. wurde die Stadt von Hyrkanos den Römern übergeben. Den Tempel, der von Aristobulos’ Anhängerschaft verteidigt wurde, nahm die römische Armee gewaltsam ein. Damit endete die Unabhängigkeit des Hasmonäerstaats, und Judäa wurde ein Teil des Römischen Reichs.
Pompeius gestaltete daraufhin das die politische Ordnung in Judäa im Sinne Roms neu, wobei Antipatros anscheinend die römischen Interessen (indirekte Herrschaft, gestützt auf regionale Autoritäten und regionales Recht) richtig erkannte und auf Pompeius’ Neuregelung Einfluss gewann. In diesem Sinn wurde Hyrkanos als Hohepriester bestätigt, erhielt aber nicht den Titel König, sondern war nur Ethnarch. Judäa wurde reduziert auf das von Juden bewohnte Gebiet und verlor Territorien mit nichtjüdischer Bevölkerung, die die Hasmonäer in der Vergangenheit annektiert hatten. Aristobulos wurde als Unruhestifter entmachtet. Pompeius ließ ihn verhaften und brachte ihn als Geisel nach Rom. Im Jahr 61 v. Chr. wurde er beim Triumphzug des Pompeius nebst anderen besiegten Königen zur Schau gestellt.
Aristobulos gelang die Flucht aus Rom nach Judäa, wo er eine bewaffnete Anhängerschaft sammelte und zunächst Alexandreion befestigte. Dann zog er sich nach Machaerus am Ostufer des Toten Meers zurück, wurde dort aber von Aulus Gabinius gefangen genommen und wieder nach Rom geschickt.
Als 49 v. Chr. die römischen Bürgerkrieg begannen, war auch Judäa davon betroffen. Caesar ließ Aristobulos frei und stellte ihm zwei Legionen zur Verfügung, um Judäa, das zum Machtbereich des Pompeius gehörte, zu erobern. Parteigänger des Pompeius vergifteten Aristobulos aber vor seiner Abreise. Der Leichnam des Aristobulos wurde in Rom einbalsamiert, bis Marcus Antonius ihn nach Judäa überführen und in der Königsgruft beisetzen ließ.

## Nachkommen
Aristobulos hatte zwei Söhne und zwei Töchter.
Alexander, der ältere Sohn, wurde im Jahre 49 v. Chr. auf Anweisung des Pompeius in Antiochia vor Gericht gestellt und verurteilt; er wurde enthauptet. Antigonos, der jüngere Sohn des Aristobulos, sollte der letzte Regent eines teilweise eigenständigen Reiches der Hasmonäer werden.

## Numismatik
Der Regierungszeit Salome Alexandras, Hyrkanos’ II. und Aristobulos’ II. lassen sich keine hasmonäischen Münzen sicher zuweisen. Yaakov Meshorer schlug vor, dass Aristobulos’ hebräischer Name Jehuda gelautet habe, und dass Münzen mit der Inschrift „Jehuda der Hohepriester“ nicht von Aristobulos I., sondern von Aristobulos II. geprägt worden seien.
Ein römischer Silberdenar aus spätrepublikanischer Zeit (Foto) bezieht sich auf Pompeius’ Aufenthalt in Jerusalem. Der Münzmeister, der diese Münze schlagen ließ (55 v. Chr.), war ein Parteigänger des Pompeius und wahrscheinlich Teilnehmer des Feldzugs. Auf der Vorderseite ist die Gottheit Kybele dargestellt. Auf der Rückseite ist ein kniender Mann zu sehen, der ein Kamel am Zügel führt und einen Ölzweig hält. Die Inschrift lautet BACCHIUS IUDAEUS. In römischer Interpretation war die im Jerusalemer Tempel verehrte Gottheit Bacchus bzw. Dionysos. James M. Scott schlägt vor, in der knienden Figur Aristobulos II. in seiner doppelten Rolle als gegnerischer orientalischer König, der sich dem Pompeius ergibt, und als Priester des Jerusalemer Dionysos zu sehen. Dass der Hohepriester in manchen Kontexten die Gottheit repräsentieren kann, ist ein in der Antike vertrauter Gedanke.

## Antike Quellen
Flavius Josephus deutete den Bürgerkrieg zwischen Hyrkanos und Aristobulos als Konflikt zwischen Abstammungs- und Leistungsprinzip in der Erbfolge. Für Hyrkanos spricht demnach das Recht des Erstgeborenen, für Aristobulos seine Tatkraft, die im Gegensatz zu der (von Josephus behaupteten) Trägheit des Hyrkanos steht. Josephus’ Sympathien waren also auf Seiten des Aristobulos.
Appian zählte Aristobulos unter den besiegten Königen auf, die 61 v. Chr. im Triumphzug des Pompeius mitgeführt wurden. Aristobulos sei der einzige König, der im Anschluss daran hingerichtet wurde; hier irrte der Historiker allerdings, denn Aristobulos starb erst 49 v. Chr. durch Gift. Auch Plutarch nannte Aristobulos unter den Königen, die in diesem Triumphzug zur Schau gestellt wurden; anders als bei den übrigen Königen, werden bei Aristobulos keine Familienangehörigen erwähnt.